# Posvátná geometrie
Posvátná geometrie je nauka vycházející z klasické geometrie, ve které se dává filozofický význam některým tělesům a obrazcům, podobně jako např. numerologie dává vyšší významy číslům. Vyskytuje se v mnoha kulturách napříč historií a její metody můžeme nalézt v plánování a stavbách různých chrámů, mešit, kostelů, oltářů, posvátných studen nebo třeba návsí a také v duchovním umění. Má podobné historické základy jako numerologie, protože ve starověku se geometrie a aritmetika spojovaly v jeden celek a aritmetické zákonitosti byly vyznávány jen pokud měly oporu v geometrii. V dnešní době se posvátná geometrie dostává do populární kultury, hlavně díky hnutí New Age.
Posvátnou geometrii dnes najdeme také jako součást mandal – tzv. mandaly dle posvátné geometrie můžeme vytvořit pouze za pomoci kružítka. Stejně velké kružnice, které mají na svém obvodu středy dalších stejně velkých kružnic tvoří semeno, květ i strom života a jsou samy o sobě mandalou. Ve vzniklé "síti" můžeme najít řadu obrazců, symbolů a zákonitostí, kterých využívá i moderní architektura. Semeno života je takto např. symbolem nejvyšší budovy světa Burdž Chalífy.

## Historie
Pro některé je zakladatelem posvátné geometrie starověký filozof Platón, protože vybral 5 pravidelných mnohostěnů se shodnými stěnami, tzv. platónská tělesa a ke každému přiřadil po jednom živlu. Ještě do dob Johannese Keplera (16.–17. století) mezi vědci přetrvávala víra v geometrickou podstatu světa. Z novověku můžeme zmínit např. Dr. Roberta Moona, amerického fyzika, chemika a technika zapleteného do projektu Manhattan, který se zasloužil o objevy v jaderné fyzice. Vytvořil tzv. Moonův model atomu, ve kterém vyvozuje prostorové rozložení částic v atomu a periodicitu prvků na základě Platónských těles.

## Významné geometrické útvary
Mezi vyznavači posvátné geometrie se často mluví o několika geometrických útvarech, vyznačujících se vysokou symetrií, přičemž všechny ze sebe navzájem vyplývají.  Od nejjednoduššího lze vyjmenovat:
- Bod (představuje počátek stvoření, „božskou jednotu“, prvotního ducha)
- Kruh („rozšíření vědomí do všech směrů”)
- Vesica piscis („rybí měchýř”) – Dvojice protínajících se kružnic se středy na svých obvodech, tzn. že centrála má délku poloměru jedné z nich (symbolizuje první dualitu a první den stvoření).
- Semeno života – 7 kružnic vzešlých z Vesica piscis tak, že do něj přidáváme další kružnice tak, že jejich středy leží na průsečíku první kružnice a jakékoli další kružnice (Na každou kružnici připadá jeden den stvoření. Ve výsledku tedy Semeno života symbolizuje začátek stvoření – prvních 7 dní.).
- Květ života – další expanzí (dokreslováním dalších kružnic na všechny průsečíky) vzniká stále větší obrazec. Je-li ohraničen kolem dokola tak, aby kompletních kružnic bylo vidět jen 19, vznikne Květ života. Tento útvar byl nalezen v mnoha kulturách v rámci duchovních praktik, ale i v rámci umění. Např. v Osirisově chrámu v Abydosu v Egyptě nebo v Indii, také v Číně, Izraeli, Japonsku či Mexiku. Podle New Age obsahuje Květ života fundamentální sdělení o povaze prostoru a času a může poskytnout jakési osvícení pro ty, kteří hluboce studovali posvátnou geometrii.[3]
- Strom života – Spojením středů určitých kružnic vznikne Strom života, který je ústředním mystickým symbolem učení Kabaly.
- Vejce života – Vybráním 13 středových kruhů Květu života lze získat základ pro 7 kružnic Vejce života, které připomíná embryo ve fázi rozdělení do 8 buněk. Je mu také dáván význam, protože spojením středů kružnic vznikne dvojrozměrnou projekci krychle – jednoho z platónských těles.
- Ovoce života je dokončením Květu života, tj. dokreslením chybějících kružnic osekaných zmíněným ohraničením a následným vybráním všech dotýkajících se kružnic (kterých je 13), jejichž středy leží na takových přímkách, které dělí 360° na šestiny a protínají se v jednom bodě – středu celého obrazce.
- Metatronova krychle je dvojrozměrná projekce tělesa, která vznikne vzájemným spojením všech středů kružnic se všemi v Ovoci života.

Vesica piscis
Semeno života
Květ života
Strom života jak vyplývá z Květu života
Získání Vejce života z Květu života
Získání Ovoce života z Květu života
Metatronova krychle

### Význam Metatronovy krychle

Z Metatronovy krychle vyplývají všechna Platónská tělesa. Vybráním určitých úseček vznikne dvojrozměrné projekce zmíněných těles. Zleva: Metatronova krychle, dvojtý, tzv. „hvězdný“, čtyřstěn (Davidova hvězda), šestistěn (krychle), osmistěn, dvanáctistěn a dvacetistěn.

## Posvátná geometrie v přírodě
Zastánci posvátné geometrie zdůrazňují, že v každé životní formě lze nalézt jednoduché geometrické vztahy, které jen dokazují geometrickou povahu vesmíru. Například včely vytvářejí plástve tak, že jejich buňky mají tvar pravidelných šestistěnů, schránky loděnek tvoří logaritmické spirály, růst rostlin dodržuje Lindenmayerův systém, sněhové vločky jsou formou fraktálu a lze nalézt mnoho dalších příkladů.